# آنتونی کویسارد
آنتونی کویسارد (به فرانسوی: Antoine Cuissard) بازیکن فوتبال و هافبک اهل فرانسه است که از سال ۱۹۴۶ تا ۱۹۵۴ میلادی عضو تیم ملی فوتبال فرانسه بوده‌است. وی در ۲۷ بازی ملی حضور داشته است و در بازی‌های ملی‌اش ۱ گل به ثمر رساند.